# 野幌神社
野幌神社（のっぽろじんじゃ）は、北海道江別市にある神社である。旧社格は村社。
天照皇大神・大国主之大神・伊夜日子大神を祀る。

## 歴史
1890年（明治23年）5月に北越殖民社の移民518名が新潟県より入植し、1981年（明治24年）に入植地の中央に位置する現在地を神社地と定め、神標を建て「降神之処」と記し、祭神として天照皇大神を始め大国主大神、新潟県の産土神伊夜日子大神を奉祀し、北越殖民社社長関矢孫左衛門が斎主となり、郷土である新潟県の鎮守神社「野幌神社」として神護を祈る。
1895年（明治28年）4月に本殿・拝殿を建設、1897年（明治30年）に野幌神社創立願を提出し、1902年（明治35年）に無格社「野幌神社」に指定される。
1899年（明治32年）に社務所、1903年（明治36年）に神楽殿建設、1928年（昭和3年）に現社殿竣功。1929年（昭和4年）10月25日に村社に列せられる。1952年（昭和27年）に宗教法人登記、1989年（平成元年）に御鎮座百年記念奉祝祭を斎行した。

## 境内外末社
- 社日神社 - 天地五神[1]
- 文京台神社 - 天照皇大神[1]

## アクセス
- JR野幌駅よりJRバス北広島・恵庭行き、下学田下車3分[1]